# Białogard
Białogard là một thị trấn thuộc huyện Białogardzki, tỉnh Zachodniopomorskie ở tây-bắc Ba Lan. Thị trấn có diện tích 26 km². Đến ngày 1 tháng 1 năm 2011, dân số của thị trấn là 24227 người và mật độ 942 người/km².